# 43794 Yabetakemoto
43794 Yabetakemoto este un asteroid din centura principală de asteroizi.

## Descriere
43794 Yabetakemoto este un asteroid din centura principală de asteroizi. A fost descoperit pe 19 decembrie 1990 la Geisei de Tsutomu Seki. Asteroidul prezintă o orbită caracterizată de o semiaxă mare de 2,75 ua, o excentricitate de 0,27 și o înclinație de 13,3° în raport cu ecliptica.